# Parket
Pojem parket má v češtině podobně jako v germánských jazycích několik významů, souvisejících s vymezením funkčnosti podle fyzikálních a sociálních parametrů.

## Prostorové vymezení
Parket je rovný (plochý), uměle vytvořený povrch s danými mantinely – ty mohou být jak fyzické (zámky, fyzické bariéry), tak společenské (čáry na podlaze)
Historicky se označení parketu zúžilo podle využití používané plochy na funkci
- společenskou (například přijímací či taneční sály)
- ekonomickou (listinné i komoditní burzy)
- výjimečně sportovní (bowling, curling)

## Materiál
Používaným materiálem je v současnosti téměř bezvýhradně led, broušený a leštěný kámen (například mramor nebo žula) a tvrdé dřevo (parkety).
Materiál parketu zaručuje konstantní vlastnosti uvnitř vymezeného prostoru (plochy): například hráč kuželek na dráze "A" tak nehází pětilibrovou kouli o průměru 25 cm vůči stoupání dráhy 12 %, zatímco jeho konkurent na dráze "B" už pomalu spouští librovou, čtyřiceticentrimetrovou kouli na zřetelně se svažující dráhu přímo do středu roztřesených kuželek.

## Sociální funkčnost
- nejpoužívanějším obecným významem je v současnosti využití pojmu "parket" pro sociální (reprezentativní, kulturní a sportovní) účely
- vymezení prostoru pro tanec, módní přehlídky, státnické akty, vědecké prezentace, sportovní klání aj.
- v oblasti ekonomie se termín "parket" používá:
  - pro jasně vymezený prostor (fyzicky i časově), určený k uzavírání burzovních obchodů
  - přeneseně pro označení účastníků obchodování (makléřů), kteří mají oprávnění obchody "v parketu" či "na parketu" uzavírat